# Euchalcia hedeia
Euchalcia hedeia är en fjärilsart som beskrevs av Claude Dufay 1978. Euchalcia hedeia ingår i släktet Euchalcia och familjen nattflyn. Inga underarter finns listade i Catalogue of Life.